# Генеральне консульство Республіки Польща у Вінниці

Консульські округи Польщі в Україні

Генеральне консульство Республіки Польща у Вінниці (пол. Konsulat Generalny Rzeczypospolitej Polskiej w Winnicy) — дипломатична місія Польщі у Вінниці.
Історія дипломатичної місії Польщі у Вінниці бере свій початок 2009 року.
Консульський округ охоплює сім областей: Хмельницька, Чернівецька, Вінницька, Житомирська.

## Структура консульства
- Відділ Полонії, правових питань та консульського захисту
- Візовий відділ
- Адміністративно-фінансовий відділ[2]

## Консули
- 2009–2015 – Кшиштоф Швідерек
- 27 липня 2015–2017 – Томаш Олейнічак
- з 31 січня 2018 – Дамян Цярціньскі[3]
- з 2024 – Матеуш Натковскі